# Luděk Hřebíček
Luděk Hřebíček (* 9. Juni 1934 in Prag; † 29. Dezember 2015) studierte Persisch und Türkisch an der Karls-Universität Prag (abgeschlossen 1958), Promotion 1963, Grad des D.Sc. 1992 (entspricht einer Habilitation). Er war langjähriger Mitarbeiter des Oriental Institute der Academy of Sciences of the Czech Republic.

## Forschungsschwerpunkte
Anfangs galten Hřebíčeks wissenschaftliche Interessen der Literatur, wobei er sich bei Vers- und Stiluntersuchungen quantitativer Methoden bediente. Später wendete er sich zunehmend linguistischen Themen zu, u. a. der Sprachtypologie und der türkischen Syntax. Seit ca. 30 Jahren ist die moderne Quantitative Linguistik  sein Hauptarbeitsfeld. Es ist ihm u. a. am Beispiel türkischer Texte gelungen zu zeigen, dass das Menzerathsche Gesetz die sprachlichen Ebenen von den größten bis zu den kleinsten Einheiten strukturiert. Auch für die Verteilung von Kohärenzmerkmalen in Texten hat er ein Modell entwickelt und an türkischen Texten überprüft. Nach Hřebíček sind die sog. Hrebs benannt, Einheiten auf der Satzebene (Satzaggregate: Sätze, die gleiche Wörter enthalten) und auf anderen Ebenen (Einheiten mit gleicher Denotation), die den Verteilungsgesetzen von Einheiten unterschiedlicher Komplexität unterliegen.

## Festschriften
- Ludmila Uhlířová, Gejza Wimmer, Gabriel Altmann, Reinhard Köhler (eds.): Text as a Linguistic Paradigm: Levels, Constituents, Constructs. Festschrift in honour of Luděk Hřebíček. Wissenschaftlicher Verlag Trier, Trier 2001. ISBN 3-88476-398-9
- Gabriel Altmann, Radek Čech, Ján Mačutek, Ludmila Uhlířová (eds.): Empirical Approaches to Text and Language Analysis dedicated to Luděk Hřebíček on the occasion of his 80th birthday. RAM-Verlag, Lüdenscheid 2014. ISBN 978-3-942303-24-8.